# Der Fall Charly
Der Fall Charly (Originaltitel: Charlie X) ist die nach Ausstrahlungsreihenfolge 2. bzw. nach Produktionsreihenfolge 7. Episode der ersten Staffel der Science-Fiction-Fernsehserie Raumschiff Enterprise. Sie wurde in englischer Sprache erstmals am 15. September 1966 bei NBC ausgestrahlt. In Deutschland war sie zum ersten Mal am 9. Februar 1974 in einer synchronisierten Fassung im ZDF zu sehen.

## Handlung
Im Jahr 2266, bei Sternzeit 1533,6 trifft sich die „Enterprise“ mit dem Frachtschiff Antares, um einen Passagier zu übernehmen: Charlie Evans ist ein 17-jähriger junger Mann, der auf dem Planeten Thasus entdeckt wurde, wo er nach einem Raumschiffabsturz seit seinem dritten Lebensjahr allein gelebt hatte. Die Enterprise soll ihn zur Kolonie Alpha 5 bringen, wo er Verwandte hat. Der Captain der Antares verliert nur gute Worte über Charlie, hat es aber verdächtig eilig, wieder aufzubrechen. Als Yeoman Janice Rand den Transporterraum betritt, ist Charlie sofort von ihr fasziniert, denn er hat noch nie zuvor eine Frau gesehen.
Charlie versucht nun, mit der Besatzung zu interagieren, indem er das Verhalten anderer Personen imitiert. Zugleich zeigen sich erste subtile Hinweise dafür, dass er übernatürliche Kräfte besitzt. Er schenkt Rand ein Parfüm, schweigt sich aber darüber aus, woher er es hat. Später im Gemeinschaftsraum ist er verärgert darüber, dass die anderen, besonders Rand, ihre Aufmerksamkeit einem Lied von Lieutenant Uhura widmen. Daraufhin versagt plötzlich Uhuras Stimme und Charlie kann die Aufmerksamkeit auf sich lenken, indem er Kartentricks vorführt. Später hört er eine Anweisung von Kirk an den Schiffskoch mit, in der Kirk darum bittet, das synthetische Fleisch wie Truthahn aussehen zu lassen. Der Koch meldet sich anschließend erstaunt zurück und meint, in den Öfen befänden sich plötzlich echte Truthähne. Auf der Brücke geht indes ein schwer verständlicher Funkspruch der Antares ein, die die Enterprise vor irgendetwas warnen will. Als der Kontakt abbricht, meint Charlie, das Schiff sei eine Fehlkonstruktion gewesen. Kurz darauf ortet der erste Offizier Spock Trümmerteile und muss die Zerstörung der Antares mitteilen.
Als Charlie später eine Partie 3D-Schach gegen Spock verliert, wird er wütend und bringt die Schachfiguren zum Schmelzen, nachdem Spock den Raum verlassen hat. Im Korridor begegnet er dann wieder Rand, die seine Obsession für sie etwas einhegen möchte, indem sie ihm ihre jüngere Kollegin Tina Lawton vorstellt. Charlie ignoriert Lawton jedoch komplett und gesteht Rand seine Liebe. Rand bittet nun Kirk um ein Gespräch mit Charlie. Kirk versucht jetzt, Charlie auf andere Gedanken zu bringen, indem er ihn in die Sporthalle mitnimmt. Sie üben Ringkampf und als Kirk Charlie zu Boden wirft, amüsiert sich ein Crewmitglied namens Sam darüber. Das macht Charlie wütend und er lässt Sam einfach verschwinden.
Kirk ruft nach diesem Vorfall die Sicherheit, um Charlie in sein Quartier einzusperren. Der wehrt sich zunächst und lässt den Phaser eines Sicherheitsmanns (und alle anderen Phaser auf dem Schiff) verschwinden, lässt sich dann aber doch abführen. Kirk und Schiffsarzt McCoy spekulieren, ob Charlie vielleicht kein Mensch sein könnte, sondern ein Thasianer, einer der möglichen Bewohner von Thasus, die gemeinhin als Mythos angesehen werden. McCoy meint aber, seine Untersuchungen hätten ihn eindeutig als Mensch ausgewiesen.
Kirk konfrontiert Charlie daraufhin mit der Frage, ob er für die Zerstörung der Antares verantwortlich ist. Charlie gibt das offen zu und meint, die Crew sei nicht nett zu ihm gewesen und das Schiff wäre sowieso explodiert. Kirk will nun verhindern, dass die Enterprise die Kolonie Alpha 5 erreicht, doch Charlie übernimmt die Kontrolle über die Schiffssysteme. Auf dem Korridor begegnet Charlie Tina Lawton und verwandelt sie in einen Leguan. Dann betritt er unangekündigt Rands Quartier. Als sie um Hilfe ruft, kommen Kirk und Spock, doch Charlie kann die beiden überwältigen. Als Rand ihn ohrfeigt, macht ihn das wütend und er lässt auch sie verschwinden. Kirk und Spock verschont er, da er sie braucht, um das Schiff zu steuern. Die beiden locken ihn nun mit einem Trick in eine Gefängniszelle, doch Charlie kann mit Leichtigkeit das Kraftfeld der Zelle und die zugehörige Wand verschwinden lassen.
Die Crew unternimmt nun einen letzten Versuch, Charlie zu bremsen, indem sie alle Schiffssysteme gleichzeitig aktiviert, was ihn überfordern soll. Da erhält die Enterprise plötzlich unerwartete Hilfe durch ein thasianisches Raumschiff. Ein schemenhaftes Bild eines Thasianers erscheint auf der Brücke. Er erklärt, sein Volk habe Charlie Kräfte verliehen, damit er nach dem Absturz seines Raumschiffs überleben konnte. Zu spät sei sein Verschwinden bemerkt worden. Für die Antares könne man nichts mehr tun, doch die Veränderungen auf der Enterprise können rückgängig gemacht werden. Nun funktionieren wieder alle Systeme und die erstaunte Janice Rand erscheint auf der Brücke. Der Thasianer erklärt weiter, Charlie müsse zurückkehren, denn ein weiterer Umgang mit Menschen würde unweigerlich zu deren oder zu seiner Vernichtung führen. Charlie fleht darum, auf der Enterprise bleiben zu dürfen, und bittet um Vergebung für seine Taten, doch all das nützt nichts und er löst sich langsam auf.

## Besonderheiten der deutschen Synchronfassung
Im Original weist Kirk den Schiffskoch an, Kunstfleisch nach Truthahn aussehen zu lassen, da Thanksgiving sei. In der deutschen Synchronisation wurde daraus Ostern gemacht und der Koch angewiesen, Eier bunt anzumalen.
In der ursprünglichen ZDF-Version wurde eine Szene am Ende der Folge gekürzt, in der Charlie einige lachende Besatzungsmitglieder bestraft, wobei eine Frau ihr Gesicht verliert. Erst mit der Veröffentlichung auf DVD im Jahr 2004 wurde die Szene wieder in voller Länge eingefügt.

## Produktion

### Drehbuch
Die grundlegende Idee zu dieser Folge wurde von Gene Roddenberry bereits 1964 in seinem Entwurf Star Trek is… formuliert, mit dem er Fernsehsender von seiner Vision für die Serie Raumschiff Enterprise überzeugen wollte. Diese Idee wurde schließlich von D. C. Fontana zu einem vollwertigen Drehbuch ausgearbeitet.

### Darsteller
Grace Lee Whitney beschreibt in ihrer Autobiografie den Charlie-Darsteller Robert Walker als einen Method Actor, der sich während der Dreharbeiten von den anderen Darstellern absonderte, um ganz in seiner Rolle zu bleiben.
In dieser Folge hat Star-Trek-Schöpfer Gene Roddenberry als Stimme des Schiffskochs seinen einzigen Cameo-Auftritt in Raumschiff Enterprise.

### Kulissen
Der Fall Charly ist eine von sechs Folgen, die ausschließlich auf der Enterprise spielen. Die Sporthalle der Enterprise ist hier das einzige Mal zu sehen.

### Kostüme
Die Besatzung der Antares trägt noch die alten Uniformen, die im Pilotfilm Der Käfig und in Die Spitze des Eisberges verwendet wurden.
Die Jacke, die Charlie während des Großteils der Folge trägt, war ursprünglich als alternative Uniform von Captain Kirk geplant. Da sie für William Shatner angefertigt worden war, war sie Charlie-Darsteller Robert Walker etwas zu groß.

### Musik
Uhura (Nichelle Nichols) singt in dieser Folge eine Version des schottischen Volkslieds Charlie Is My Darling, die sich stark an die Version von Robert Burns anlehnt.

## Adaptionen
James Blish schrieb eine Textfassung von Der Fall Charly, die auf Englisch erstmals 1967 in der Geschichtensammlung Star Trek (in späteren Auflagen Star Trek 1) erschien. Die deutsche Übersetzung erschien 1972.
Jenny Parks verarbeitete Der Fall Charly als eine von mehreren Raumschiff-Enterprise-Episoden in ihrem 2017 erschienenen Buch Star Trek Cats, in dem die Hauptfiguren der Serie als Katzen dargestellt werden.

## Rezeption
Grace Lee Whitney zählte Der Fall Charly zu ihren drei liebsten Episoden von Raumschiff Enterprise.
Christian Blauvelt listete Der Fall Charly 2022 auf hollywood.com in einem Ranking aller 79 Raumschiff-Enterprise-Folgen auf Platz 13.

## Parodien und Anspielungen
In dem Fanfilm Star Trek: Of Gods And Men tritt Charlie Evans 40 Jahre nach den Ereignissen von Der Fall Charly wieder auf.
Die Porno-Parodie Sex Trek: Charly XXX von 2007 basiert auf der Handlung von Der Fall Charly.